# Eupithecia exophychra
Eupithecia exophychra là một loài bướm đêm trong họ Geometridae.